# نیروی واکنش سریع ناتو
نیروی واکنش سریع ناتو (انگلیسی: NATO Response Force) یک نیروی واکنش سریع ناتو با آمادگی بالا است که شامل واحدهای زمینی، دریایی، هوایی و نیروهای ویژه می‌شود که قادر به استقرار سریع در کوتاه‌ترین زمان ممکن هستند. نیروی واکنش سریع ناتو بیش از ۵۰۰ هزار نیرو دارد. نیروهای آن شامل واحدهایی از چندین شریک غیر عضو ناتو، از جمله اوکراین (از سال ۲۰۱۴) و گرجستان (از سال ۲۰۱۵) است.
نیروی واکنش سریع ناتو در ژوئن ۲۰۰۳ بر اساس مصوبات اجلاس پراگ ۲۰۰۲ تشکیل شد. واحدهای اختصاص یافته به نیروی واکنش سریع ناتو تا فوریه ۲۰۲۲ فقط برای امدادرسانی و امنیت در برابر بلایا استفاده می‌شدند، زمانی که برای اولین بار در پاسخ به حمله روسیه به اوکراین فعال شد. در سال ۲۰۲۴ نیروی واکنش سریع متفقین جایگزین آن شد.